# St. Martinus (Niederpleis)

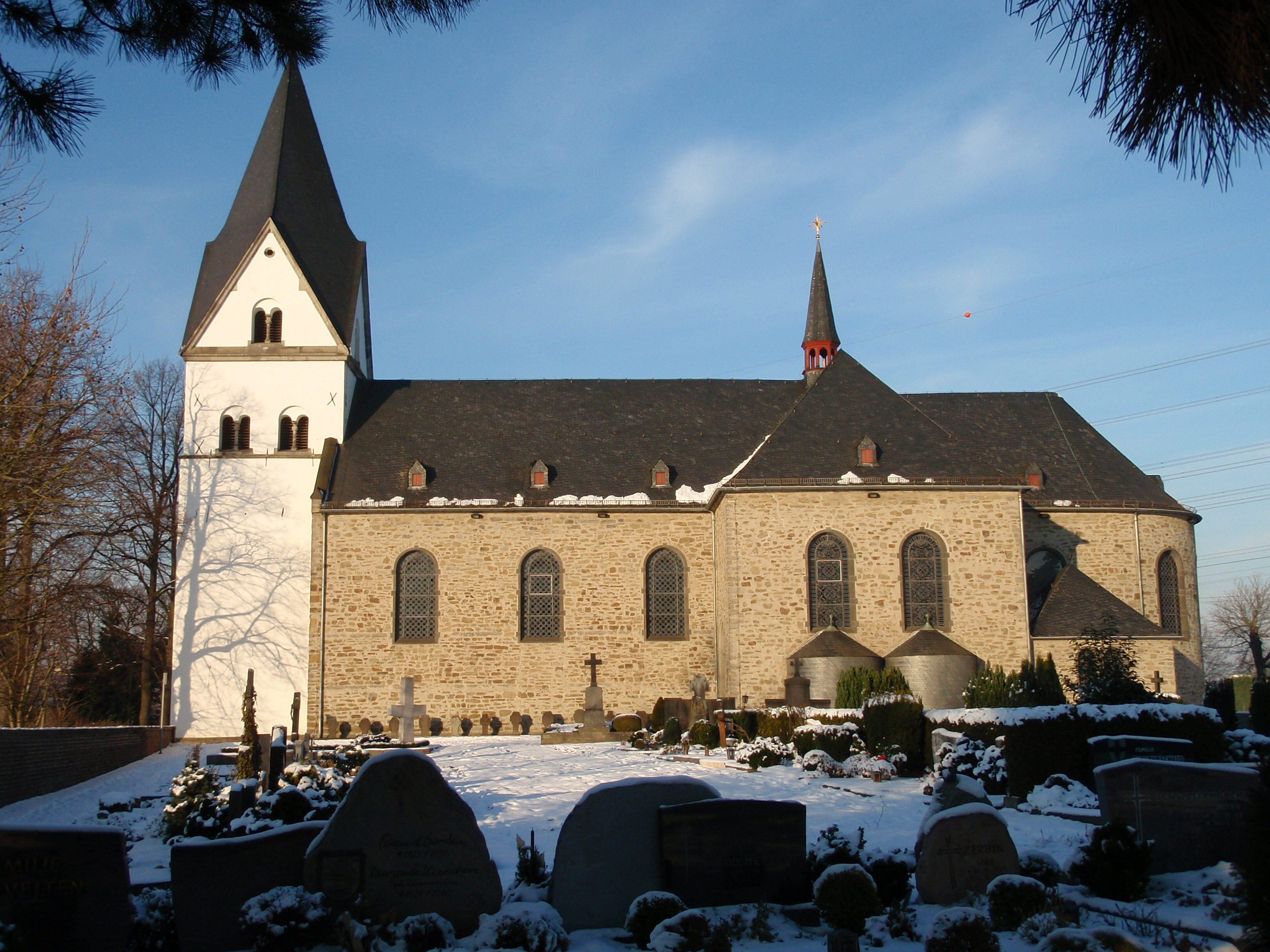
St. Martinus zu Niederpleis

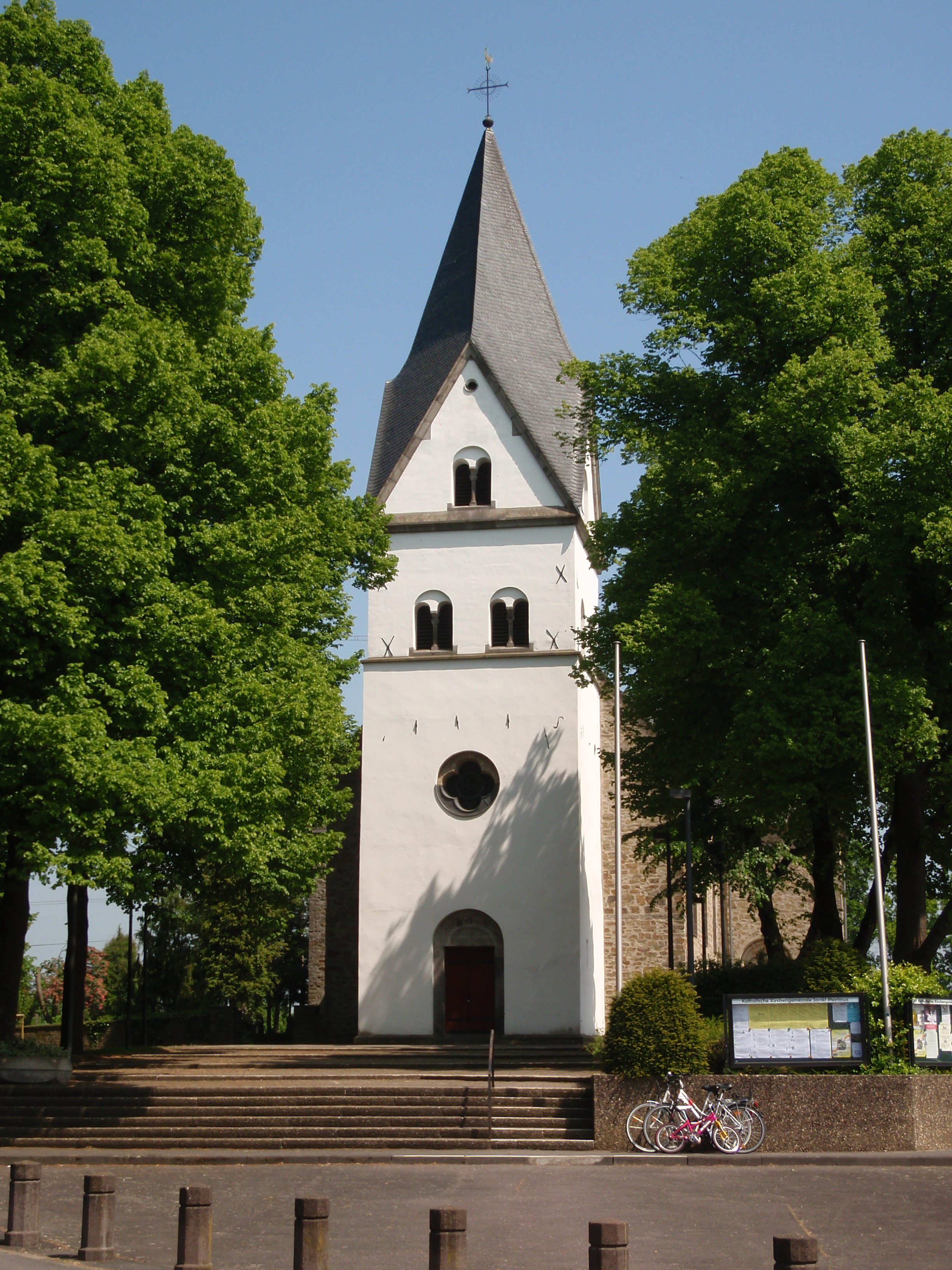
Frontansicht der Kirche

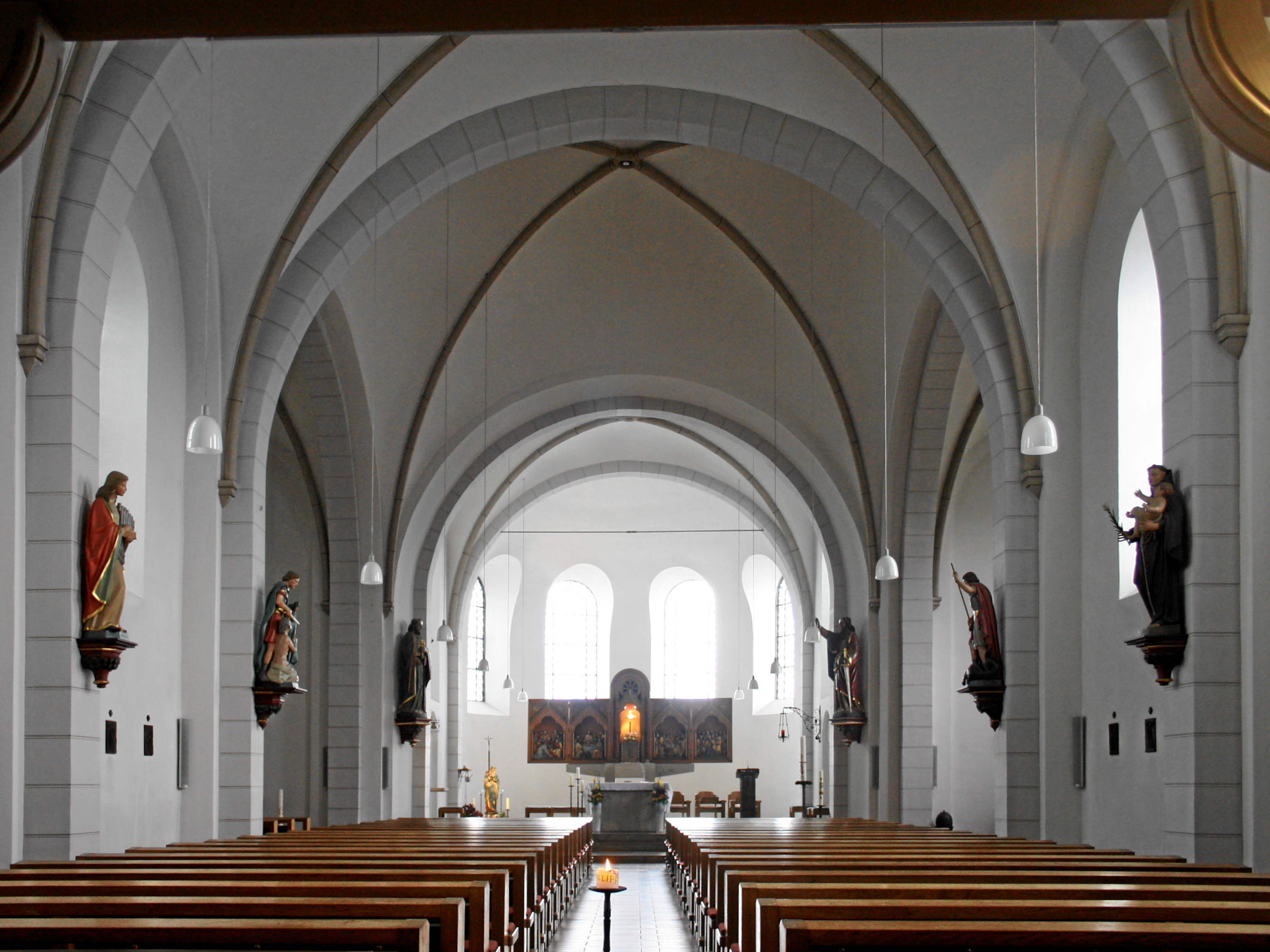
Innenansicht

Sankt Martinus ist die römisch-katholische Pfarrkirche zu Niederpleis, einem Ortsteil von Sankt Augustin (Rhein-Sieg-Kreis) in Nordrhein-Westfalen. Sie gehört zum Katholischen Seelsorgebereich Sankt Augustin im Kreisdekanat Rhein-Sieg-Kreis des Erzbistums Köln. Von der romanischen Kirche hat sich der Turm erhalten.
Zu der Pfarrei St. Martinus gehören auch die beiden Filialkirchen St. Georg in Buisdorf und St. Mariä Himmelfahrt in Birlinghoven.

## Geschichte
Zum Bau einer karolingischen Saalkirche kam es in Niederpleis möglicherweise schon im 9. Jahrhundert. Erster urkundlicher Beleg der Kirche, die zu diesem Zeitpunkt noch dem heiligen Georg gewidmet war, stammt aus dem 12. Jahrhundert, als sich das Bonner Cassius-Stift und die Abtei Siegburg 1132 in einem Vergleich über die Besitzrechte an der Kirche einigten. Hierbei wurde festgestellt, dass der Kölner Erzbischof Anno II. die Kirche vom Cassiusstift eingetauscht und der Abtei Siegburg bei deren Gründung 1064 geschenkt habe.
Ältester Teil der Kirche ist der romanische Westturm aus dem 12. Jahrhundert. Sein Turmhelm und das Obergeschoss wurden 1682 aus Ziegelmauerwerk erneuert. 1689 wechselte das Patrozinium der Kirche aus unbekannten Gründen zum heiligen Martin von Tours hin. 1824 wurde das alte Langhaus nach Plänen des bedeutenden preußischen Architekten Karl Friedrich Schinkel durch ein neues ersetzt. Dieses wurde 1906 nach Osten verlängert und ein Querschiff und Chor hinzugefügt. Die Orgel der Firma Klais Orgelbau aus Bonn stammt aus dem Jahr 1967 (Opus 1374).
Der im Jahr 2000 fertiggestellte Siegauentunnel der Schnellfahrstrecke Köln-Rhein/Main verläuft direkt unter der Kirche. Beim Bau wurden sowohl die Kirche als auch mehrere Gräber auf dem benachbarten Friedhof beschädigt, darunter das des Sankt Augustiner Ehrenbürgers Andreas Schmitz, der sich jahrelang als Kirchenvorstands-Vize aus Angst vor einer Störung der Totenruhe gegen den Tunnelbau eingesetzt hatte.

## Glocken
Vom Turm der Kirche erklingt das Motiv „O Heiland, reiß die Himmel auf“. Die ältesten der vier Glocken stammen aus dem 19. Jahrhundert und wurden von Georg (1832) beziehungsweise Christian (1880) Claren aus Sieglar gegossen. Die beiden Glocken aus dem 20. Jahrhundert sind von der Firma Petit & Gebr. Edelbrock aus Gescher, die bereits 1934 eine nicht mehr erhaltene Glocke für St. Martinus hergestellt hatte.
| Nr. | Name       | Durchmesser (mm) | Masse (kg) | Schlagton (HT-1/16) | Gussjahr | Inschrift |
| I   | Franziskus | 1385             | 1600       | d' -5               | 1977     | „Gelobt seist du, mein Herr: Heiliger Franziskus, bitte für uns. Pfarre St. Martinus, Niederpleis 1977“ |
| II  | Maria      | 1182             | 900        | f' -3               | 1880     | „Als frommes Lob möge sie erklingen. Auch sei Maria Beschützerin.“ (Übers.) |
| III | Martinus   | 1011             | 600        | g' -2               | 1832     | „Die Lebenden rufe ich, die Toten beklage ich, Blitze breche ich. Auf Kosten der Gemeinde und durch die besondere Sorge des hochwürdigen Herrn Franc. Peter Schieren Marcodurani, Pfarrer in Niederpleis, goss mich Georg Claren in Sieglar und man weihte mich zu Ehren des hl. Bischof Martin.“ (Übers.) |
| IV  | Antonius   | 923              | 420        | a' -7               | 1955     | „Hl. Antonius, Hl. Georg, Hl. Martinus, bitte für uns. Zum Andenken an den vermissten Jakob Startz und alle Vermissten der Pfarrgemeinde Niederpleis. A. D. 1955“ |